# Dorothée de Montau
Dorothée de Montau (née le 6 février 1347 à Montau et morte le 25 juin 1394 à Marienwerder, aujourd'hui Kwidzyn) est une sainte catholique, canonisée en 1976 et fêtée le 25 juin. C'est la patronne de la Prusse et de l'ordre Teutonique.

## Biographie
Dorothée de Montau naît en janvier 1347 dans le village de Gross Montau, près de Marienburg, une région qui fait alors partie de l’État teutonique. Son père est un paysan aisé, originaire de Hollande. Enfant, elle se fait remarquer par une pratique religieuse assidue et ascétique, comprenant notamment des jeûnes, des flagellations et des génuflexions répétées. Sa famille la contraint à dix-sept ans à épouser un armurier de Dantzig, Adalbert Swartze, nettement plus âgé qu'elle. Elle part vivre avec lui à Dantzig.
Entre 1366 et 1380, neuf enfants naissent de ce mariage. Lors de la naissance de son premier enfant, Jésus-Christ aurait infligé à Dorothée de Montau une large blessure sur la poitrine, une blessure qui n'aurait pas guéri pendant les 20 années suivantes et aurait été particulièrement douloureuse lors de l'allaitement. De ces neuf enfants, une seule parvient à l'âge adulte (Gertrude), tous les autres décédant de la peste et d'autres maladies infectieuses. Lorsque Gertrude a 10 ans, Dorothée de Montau la confie au couvent des bénédictines à Kulm (aujourd'hui Chełmno nad Wisłą).
Sa vie de femme mariée à Adalbert Swartze est pour elle un enfer. Durant toute la durée de leur mariage, elle est victime de violence conjugale. Ses aspirations religieuses l'amènent à consacrer un temps très important à la prière, à la poursuite de pratiques ascétiques (mortifications, veilles nocturnes, jeûnes). Peu de temps après son mariage, Dorothée eut ses premières visions religieuses. Elle va à l'église tous les jours, ou plutôt dans plusieurs églises, car elle rend chaque jour dans huit églises différentes de la vieille ville de Dantzig, dont l'église Sainte-Marie, alors encore en construction. À partir de 1380, Adalbert consent à prendre avec elle un vœu de chasteté.
En 1384, la cérémonie d'inhumation à Gdansk de Sainte Brigitte de Suède, en présence du Grand maître de l'ordre Teutonique font sur elle une très forte impression. La même année, elle parvient à convaincre son mari de se consacrer entièrement à la religion : le couple vend toutes ses possessions et part à plusieurs reprises en pèlerinage. Le 25 janvier 1385, elle est convaincue que Jésus-Christ a remplacé son cœur par un nouveau cœur, ; elle commence également à entendre chaque jour la voix de Dieu,. Dorothée de Montau fait plusieurs pèlerinages en compagnie de son époux, notamment à Cologne, Aix-la-Chapelle et Einsiedeln ; ils avaient prévu de visiter Rome ensemble, en 1390, mais elle part seule, son mari étant retenu par la maladie. Son pèlerinage dure six mois et elle tombe à son tour gravement malade à Rome, mais elle parvient à guérir de sa maladie. Quand elle revient, son mari est mort entre-temps. En 1391, Dorothea quitte Dantzig pour se rendre à Marienwerder, siège du diocèse de Poméranie, afin d'y rencontrer Johannes Marienwerder (de), doyen de la cathédrale de Marienwerder et prêtre de l'ordre Teutonique. Il est alors le théologien le plus célèbre de l'Ordre. De retour à Danzig, elle y est soupçonnée d'hérésie car elle a été surprise à rire et à chanter à l'église. À la suite de cela, son confesseur n'est plus autorisé à lui administrer l'eucharistie et il lui conseille de se rendre à Marienwerder. En 1391, elle quitte alors définitivement Dantzig pour Marienwerder.
En janvier 1392, elle demande à pouvoir vivre comme recluse. Elle présente cette requête comme étant une demande que Jésus-Christ lui-même lui aurait faite et c'est également Jésus lui-même qui lui aurait donné des instructions quant à l'organisation de cette réclusion,. Entre-temps, Johannes von Marienwerder est devenu son directeur de conscience. Après que ce dernier ait testé sa détermination et sa foi pendant plus d'une année, son vœu lui est accordé. Avant son entrée en réclusion, Marienwerder et elle ont déjà commencé leur collaboration pour faire connaître la vie extraordinaire de Dorothée von Montau et garder une trace écrite de ses révélations. Afin de ne pas être accusés d'entretenir une relation charnelle, ils se rencontrent exclusivement à la cathédrale même, où Johannes von Marienwerder prend note des révélations de Dorothée.

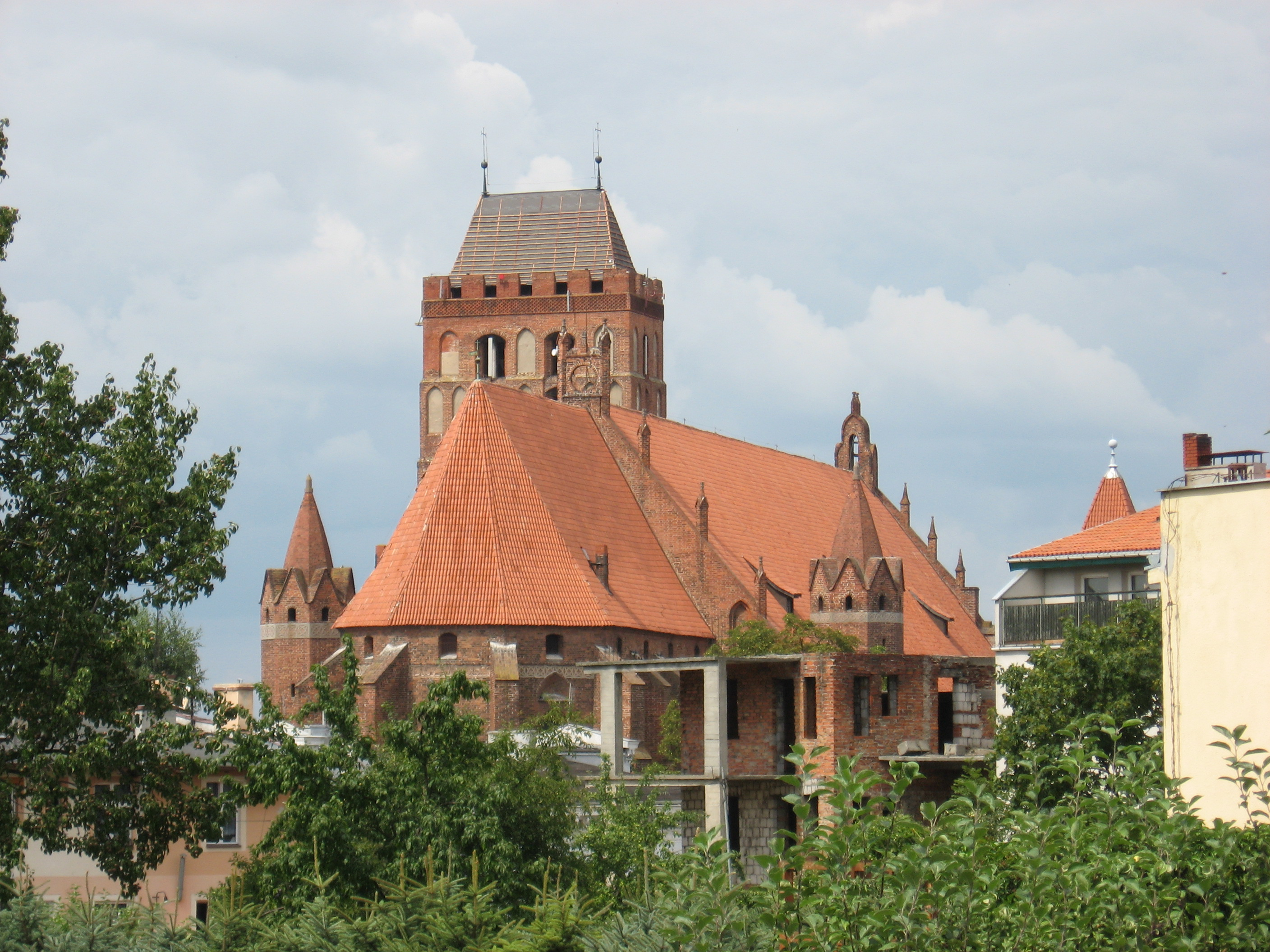
Vue est de la cathédrale de Kwidzyn/Marienwerder (Pologne)

À partir du 2 mai 1393, elle devient une recluse, vivant dans une cellule attenante au mur sud du chœur de la cathédrale de Marienwerder. La cellule dispose d'une fenêtre donnant sur l'autel de la cathédrale. Dans sa cellule, Dorothée de Montau y mène une vie extrêmement ascétique, rythmée par différents exercices de mortification, bien qu'elle diminue ses pratiques les plus extrêmes, comme s'infliger des coupures ou des brûlures. Elle se confesse et communie tous les jours. Elle a de nombreuses visions, que Johann von Marienwerder prend en notes. Lorsque ce dernier doit s'absenter, c'est Johann Rymann, son second confesseur et prieur du chapitre de la cathédrale qui met sur papier ses visions et prophéties. Le 16 septembre 1393, elle fait l'expérience du mariage mystique avec Jésus-Christ. Elle meurt un peu plus d'une année après son entrée en réclusion, le 25 juin 1934.
Dorothée de Montau était une contemporaine de Catherine de Sienne, née la même année et qui, comme elle, a fait dans sa vie l'expérience du mariage mystique avec le Christ.

## Visions et prophéties
Contrairement à d'autres mystiques, Dorothée de Montau était probablement illettrée et aucun écrit d'elle n'est parvenu jusqu'à nous. Le récit de ses visions ne nous est donc parvenu qu'à travers les notes prises par ses confesseurs.
Ses visions sont fortement liées au cycle des fêtes liturgiques. Ses visions sont très diverses, mais elle n'a pas de visions concernant son mari ou ses enfants. Contrairement à Brigitte de Suède ou Catherine de Sienne, ses visions n'ont pas de message à vocation politique et ne concernent que peu les controverses religieuses de son époque,. Une des très rares visions pouvant être interprétée comme ayant une dimension politique est sa vision de l'âme torturée en enfer du précédent Grand maître de l'ordre Teutonique, Konrad von Wallenrode, ainsi que plusieurs prophéties de la mort imminente du pape d'Avignon Clément VII. Lors de son procès en canonisation, le Grand maître de l'ordre Teutonique Konrad von Jungingen témoigne que Dorothée de Montau l'aurait protégé, lui et ses chevaliers, les alertant par ses prophéties de dangers imminents.
Un des thèmes principaux des visions de Dorothée de Montau est la passion du Christ et l'adoration de la croix. Elle rapporte notamment avoir eu une vision du reliquaire de Marienburg, un reliquaire contenant une des plus précieuses reliques de l'ordre Teutonique, soit un morceau de ce qui serait la véritable croix ayant servi à la crucifixion de Jésus,. Elle a de très nombreuses visions de la Sainte Vierge et de Jésus et, à partir de sa réclusion, elle voit également des saints dans sa cellule. Les visions de Jésus sont cependant nombreuses avant même le début de sa réclusion. Ainsi, le lendemain de l'extraction de son cœur en janvier 1385, et à la suite de ses prières à la Vierge, elle rapporte que Marie aurait placé l'enfant Jésus dans ses bras. Par ailleurs, sa vie mystique est grandement orientée vers la douleur, celle qu'elle s'inflige à elle-même ou celle qu'elle reçoit du Christ.

## Union avec le Christ
Durant toute sa vie et y compris durant sa vie d'enfant et de femme mariée, Dorothée de Montau se vit comme étant constamment en présence du Christ. Il la commande en toute chose, y compris les détails de sa vie quotidienne : comment s'asseoir, quoi manger et en quelle quantité, comment se tenir debout, etc.. Tout manquement est un péché, dont elle doit rendre compte. C'est le Christ lui-même qui décide ce qu'elle a le droit de confier ou non à Johann von Marienwerder.
Elle expérimente une union mystique avec le Christ et cela prend notamment la forme d'une grossesse mystique, où Dorothée de Montau ressent les mêmes symptômes que ceux d'une grossesse ordinaire. Pareillement, elle ressent les baisers que le Christ lui donne. Cependant, tout n'est pas que douceur. Dorothée reçoit aussi les flèches de l'amour du Christ, qui lui causent des douleurs physiques et spirituelles.

## Vénération populaire
Dorothée de Montau se considérait dès son vivant comme étant la patronne, divinement nommée, de la Prusse et des habitants de Marienwerder. Dès le début de sa réclusion, de nombreuses personnes viennent lui adresser leurs demandes d'intercession. À son décès en 1394, elle est enterrée à l'intérieur de la cathédrale. Très rapidement, son tombeau devient un lieu de vénération populaire. Alors que la Prusse comptait de nombreux lieux dédiés au culte marial, le culte à une sainte locale était une nouveauté.
En 1525, le grand maître de l'ordre Teutonique Albert de Brandebourg-Ansbach se convertit au luthéranisme et la Prusse devient son fief personnel. En 1544, le culte rendu à Dorothée de Mantau est officiellement supprimé : son tombeau est saccagé, les peintures à son gloire en la cathédrale de Marienwerder sont ôtées. Cependant, lors de la Contre-Réforme, le culte de Dorothea von Montau est ravivé en grande pompe en la cathédrale de Marienwerder en 1637. À la suite de nouvelles dispositions prises par le pape Urbain VIII relatives au culte des saints, l'évêque de Culm Johannes Lipski décrète en cette même année que tant Dorothée de Montau que d'autres saintes prussiennes peuvent être vénérées, aussi bien en privé que dans les églises. À sa demande, le prêtre jésuite Friedrich Schembek publie par ailleurs du matériel hagiographique relatif à Dorothée. Malgré ces efforts, Dorothée de Montau reste une sainte vénérée très localement ; cela restera le cas jusqu'au XIXe siècle.

## Canonisation

### Procès en canonisation au14esiècle
L'ordre Teutonique et les évêques de Prusse présentent une demande de canonisation en 1395 ; le procès en canonisation a lieu de 1404 à 1406, mais il n'aboutit pas. Son confesseur Johann von Marienwerder écrit plusieurs ouvrages en latin pour appuyer la demande en canonisation. Il publie de plus en 1405 une biographie  de la vie de Dorothée de Montau en moyen haut allemand intitulée Das Leben der zeligen frawen Dorothee clewsenerynne in der thumleyrchen czu Marienwerdir des landes czu Prewszen (en français : Vie de la bienheureuse femme Dorothée, anachorète dans le cloître de Marienwerder en terre de Prusse). Ce livre est l'un des premiers livres publiés en langue vernaculaire et il connaît une large diffusion.

### Canonisation au20esiècle
Le projet d'obtenir la canonisation de Dorothée de Montau commence dans l'entre-deux-guerres, alors qu'à la suite du traité de Versailles, l'Allemagne a perdu de vastes territoires en Prusse et en Silésie. Tant côté allemand que côté polonais, les historiens produisent des travaux visant à établir que tant le corridor de Dantzig que la Prusse-Orientale sont allemands ou polonais depuis toujours, en dépit de la diversité culturelle et linguistique des régions concernées, tant au Moyen Âge que durant l'entre-deux guerres. Côté allemand, ce discours se base sur une historiographie — réfutée depuis — selon laquelle il y aurait eu une colonisation allemande de ces régions dès le Moyen Âge. L'Ordre teutonique est également présenté de manière très idéalisée, comme un vecteur de la civilisation. Dans ce contexte, Dorothée de Montau n'est plus simplement une femme de langue allemande, mais elle devient une Allemande, représentante de l'identité germanique au sens völkisch. La vénération de la sainte est transformée en culte « ethniquement » allemand.
Ce sont des catholiques silésiens qui se mobilisent pour faire renaître le processus de canonisation. En 1922, les évêques des diocèses de Varmie et de Dantzig (actuelle Gdansk) envoient des pétitions officielles au Saint-Siège. En 1933, Paul Nieborowski, prêtre catholique et nazi convaincu, publie Die Selige Dorothea von Preußen (traduction littérale en français : la bienheureuse Dorothée de Prusse), un livre qui s'appuie sur le procès en canonisation de 1404-1406 dans le double but de promouvoir son culte et en faire une sainte patriote et une sainte de l'Ordre teutonique.
La guerre interrompt cependant la procédure de canonisation. Cependant, dès 1947, à l'anniversaire des 600 ans de la naissance de Dorothée von Montau, ces mêmes milieux décident de renouveler leurs efforts en vue de sa canonisation.
À la fin de la Seconde Guerre mondiale a eu lieu l'expulsion à très large échelle des communautés germanophones de différents pays d'Europe centrale et orientale, dont la Pologne. Des réfugiés catholiques, principalement originaires de Varmie, de Dantzig (Gdansk) et de Poméranie créent en 1950 la Ligue de Dorothée (Dorotheenbund),. L'unique but de l'association est d'obtenir la canonisation de Dorothée de Montau. L'association publie mensuellement de 1951 à 1978 une revue intitulée Dorotheenbote (« Le courrier de Dorothée »), qui comprend du matériel hagiographique en lien avec la sainte, des témoignages sur l'intervention miraculeuse de Dorothée en leur faveur ainsi que des textes théologiques de Richard Stachnik,.
Pour ces réfugiés, la vénération de la sainte est à la fois une poursuite de leur pratique religieuse antérieure et une part de leur nouvelle identité d'exilés au sein de la République fédérale d'Allemagne. Certains membres de la Ligue de dorothée ont gardé des sympathies nazies tandis que d'autres n'ont jamais été nazis. Cependant, tous ont en commun d'adhérer à une conception de Dorothée comme étant leur sainte, une sainte allemande comme eux, une sainte dont on regrette amèrement que les lieux historiques de sa dévotion (Montau, Marienwerder, Dantzig) soient désormais en territoire polonais. Dans leurs écrits, les membres de la Ligue n'hésitent pas à citer Nieborowski en omettant d'indiquer qu'il s'agit d'un propagandiste nazi, et présentent la perte de leurs foyers à l'Est comme une catastrophe.
En 1955, les prélats Arthur Kather (de), Ludwig Polzin (de) et Johannes Maier adressent une demande officielle au Saint-Siège pour la canonisation de Dorothée de Montau, intitulée Confirmatio cultus servae Dei Dorotheae Montoviensis ab immorabili tempore praestiti (soit une demande de « confirmation du culte de la servante de Dieu Dorothée de Montau qui lui a été accordé depuis un temps immémorial »). Cette demande de canonisation s'appuie sur l'ensemble des documents conservés depuis le Moyen Âge relatifs à Dorothée et à son culte, une documentation qui est très majoritairement le résultat du travail d'édition du théologien Richard Stachnik et de l'historienne Anneliese Triller. Dans leurs écrits, les membres du Dorotheebund n'hésitent pas à citer Nieborowski comme s'il s'agissait d'un intellectuel comme un autre et non d'un propagandiste nazi. Annalise Triller, pour sa part, a passé la période nazie à travailler aux archives épiscopales à Frauenburg où elle chargée de vérifier l'« aryanité » sur deux ou trois générations des personnes ayant besoin d'une attestation de leur non-judéité. Sa vision du monde la conduit à analyser de manière totalement erronée les documents relatifs au procès de canonisation de Dorothée de Montau en faveur d'une thèse selon laquelle dès cette époque, la vénération de Dorothée aurait été presque exclusivement allemande.
Le collège des cardinaux se déclare en faveur de sa canonisation le 9 novembre 1975 et le pape Paul VI approuve par décret la canonisation de Dorothée de Montau le 9 janvier 1976.